# Назиров, Гулам
Гулам Назиров — советский хозяйственный и политический деятель.

## Биография
Родился в 1927 году на территории современной Ферганской области. Член КПСС.
С 1941 года — колхозник, агроном, директор совхоза имени Ахунбабаева Ахунбабаевского района Ферганской области.
В 1966—1972 гг. — первый секретарь Ахунбабаевского райкома КП Узбекистана.
В 1972—1983 гг. — первый секретарь Багдадского райкома КП Узбекистана.
Избирался депутатом Верховного Совета Узбекской ССР 7-8-го созывов. Делегат XXIV съезда КПСС.
Жил в Узбекистане.

## Награды
- Орден Трудового Красного Знамени (01.03.1965[1], 08.04.1971[2], 20.02.1978)